# Katharina Cibbini

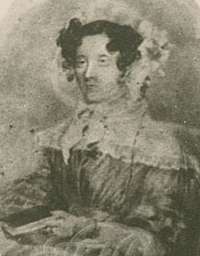
Katharina Cibbini (1850er)

Katharina Cibbini (geb. Catharina Maria Leopoldina Koželuch; getauft 20. Februar 1785 in Wien; † 12. August 1858 in Reichstadt, Böhmen) war eine österreichische Pianistin und Komponistin.

## Leben
Katharina Cibbini war eine Tochter des Komponisten Leopold Koželuch, der sie selbst unterrichtete. Ihr erster nachweisbarer Auftritt erfolgte im Frühjahr 1805 im Hause des Großhändlers Joseph von Würth mit dem C-Dur-Klavierkonzert ihres Vaters. Mit großer Anerkennung äußerte sich über sie der Komponist und Musikschriftsteller Johann Friedrich Reichardt, der sie bei dem Bankier Joseph Henikstein (1768–1838) traf – vermutlich im Rahmen eines Liebhaberkonzerts, wie sie Henikstein in seinem Haus veranstaltete. Reichardt schreibt am 25. Februar 1809 in einem Brief aus Wien: „An Kozeluchs feiner, gebildeter Tochter habe ich [zu]letzt auch in dem lieben Hennigsteinschen Hause eine sehr schöne geschmackvolle Klavierspielerin kennen gelernt.“ Am 12. November 1809 heiratete sie den aus Südtirol stammenden Hof- und Gerichtsadvokaten Anton Cibbini (1774–1836). Das Paar bekam zwei Kinder, Maria (geb. 1813) und Mathilde (geb. 1817), und wohnte in der Dorotheergasse Nr. 1107, wo sich auch die Anwaltskanzlei Cibbinis befand. Zu den Klavierschülerinnen von Katharina Cibbini zählte insbesondere die hochbegabte Leopoldine Blahetka.
Höhepunkt ihrer Karriere war vermutlich ihr Auftritt in dem Konzert, das am 17. Januar 1819 im Universitätssaal zugunsten der Witwen- und Waisenanstalt der juristischen Fakultät stattfand. Sie spielte hier den überaus virtuosen Solopart der „Variations brillantes“ C-Dur op. 6 über das französische Lied „La sentinelle“ für Klavier und Orchester von Jan Václav Voříšek, die in dem Konzert zur Uraufführung gelangten. Ein Rezensent bemerkte: „Hrn. Worczischeck’s äusserst schwere Composition dürfte vielleicht hier in Wien – ihn selbst nicht ausgenommen – nebst Hrn. Moscheles wol Niemand vollkommener ausführen, als Mad. Cibbini Kozeluch; ihr gebührt unstreitig unter unsern vorzüglichsten Klavierspielerinnen der erste Rang.“ Im selben Konzert dirigierte Beethoven seine 7. Symphonie A-Dur op. 92.
Spätestens in diesen Jahren dürfte Katharina Cibbini bereits zum engeren Freundeskreis Beethovens gehört haben. Der junge Musiker Louis Schlösser, der Beethoven im Frühjahr 1823 häufig besuchte, schreibt in seinen Erinnerungen, dass ihn Beethoven einmal fragte, ob er seine Schottischen Lieder kenne und „mit Vergnügen“ hörte, „dass ich sie erst vor kurzem bei Frau von Cibbini spielen und singen gehört habe. ‚Gehen Sie nur oft dahin‘, sagte er, ‚da hören Sie gute Musik, sagen Sie nur, ich schickte Sie. Meine Sonaten spielt sie am vorzüglichsten in Wien.‘ (Man versicherte mir sogar, dass er dieser Dame seine Klavierkompositionen immer am ersten zu spielen gegeben habe).“
Am 11. September 1825 war sie unter den wenigen Gästen, die im Hotel „Zum wilden Mann“ der privaten Uraufführung von Beethovens a-Moll-Quartett op. 132 beiwohnten. Der Geiger Ignaz Schuppanzigh schrieb anschließend in Beethovens Konversationsheft: „Die Cibbini war heute ganz weg, sie hat kein Aug von ihm [Beethoven] verwendet, warum nicht? sie ist nicht übel.“ Der gleichfalls anwesende Verleger Maurice Schlesinger fragte Beethoven einige Tage später: „Man hat mir gesagt Sie hätten die Cibbini einmahl heirathen wollen ist das wahr?“ Beethovens Antwort ist nicht überliefert. Falls er eine solche Absicht gehabt haben sollte, so vermutlich vor 1809, ehe sie Anton Cibbini heiratete.
Zu Katharina Cibbinis Schülerinnen zählte Erzherzogin Sophie von Österreich, der sie 1828 ihre „Deux divertissements brillants“ op. 3 widmete. Auch zu anderen Angehörigen des Kaiserhauses hatte sie offenbar gute Beziehungen. So erhielt sie schließlich am 14. Januar 1831 – mit einem Jahresgehalt von 1200 Gulden – eine Anstellung als Erste Kammerfrau von Prinzessin Maria Anna von Savoyen, die mit Kronprinz Ferdinand I. verheiratet war und 1835 Kaiserin von Österreich wurde. Diese Stellung behielt sie anscheinend bis zu ihrem Tode. Der Historiker Karl Eduard Vehse bemerkte über die Kaiserin: 

„Einen großen Stand bei dem immer kränklichen Kaiser hatte deren erste Kammerfrau, Frau Catharine Cibbini, sowohl durch ihr Pianofortespiel, da Ferdinand die Musik sehr liebte und selbst ziemlich fertig spielte, als hauptsächlich durch ihre Hülfeleistung bei seinen epileptischen Zufällen, wo niemand ihn so gut abzuwarten wußte, als sie.“

## Werke ohne Opuszahl
- Variations für Klavier, Wien um 1822.
- Divertissement für Klavier, Wien 1822.
- Polonaise für Klavier, Wien 1822.
- XXV Valses… für Klavier, Wien um 1822.
- Polonaise für Klavier, Wien 1825.
- Première fantaisie für Klavier, Wien 1825.
- Impromptu in Es-Dur für Klavier, Wien o. J.

## Werke mit Opuszahl
- Introduction et variations brillantes sur un thème de Caraffa für Klavier op. 2, Wien 1828.
- Deux divertissements brillants et d’un style élégant… sur des motifs favoris… für Klavier op. 3, Wien 1828.
- Marche et Trio für Klavier op. 4, Wien o. J.
- Introduction et variations in Es-Dur für Klavier op. 5, Wien 1830.
- Six valses für Klavier op. 6, Wien 1830.
- Impromptu sur un thème de Mad. Clary di Zentner für Klavier op. 7, Wien o. J.
- Introduction et polonaise für Klavier op. 8, Wien 1833.
- Seize valses für Klavier op. 9, Wien 1833.
- La rimembranza. Grand trio concertant sur des motifs favoris für zwei Klavier und Violoncello op. 10, Wien 1834.